# Carlos Nejar

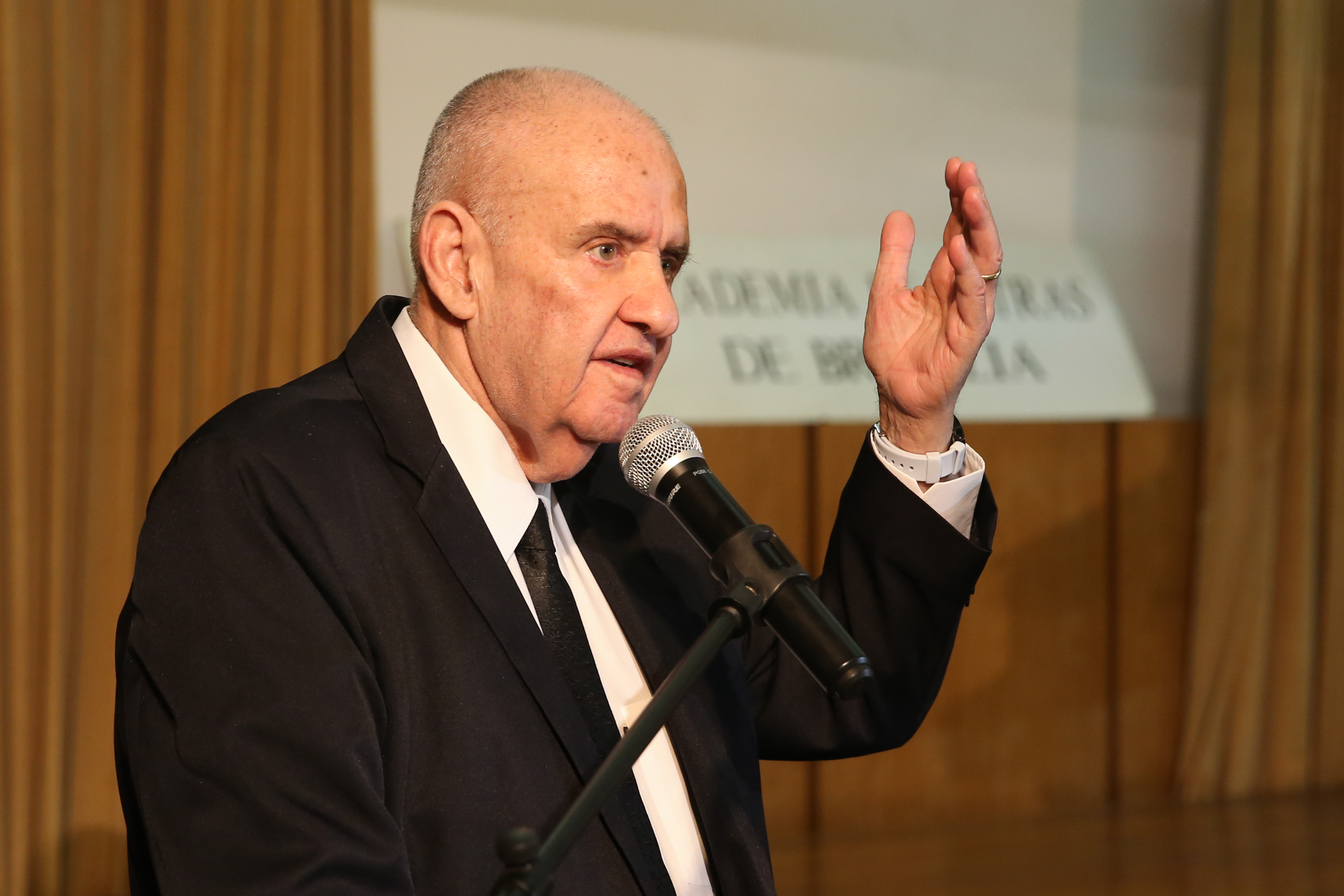
Carlos Nejar (2017)

Carlos Nejar, eigentlich Luís Carlos Verzoni Nejar, (* 11. Januar 1939 in Porto Alegre, Rio Grande do Sul) ist ein brasilianischer Dichter und Übersetzer.

## Leben
Nejar schloss 1962 ein Studium der  Rechtswissenschaften an der Pontifícia Universidade Católica do Rio Grande do Sul ab, unterrichtete ab 1966 im Schuldienst, war Amtsanwalt in Rio Grande do Sul und lange als Staatsanwalt in Porto Alegre tätig.
Nejar ist seit 1988 Mitglied der „Academia Brasileira de Letras“ und wurde 2017 zum Ehrenmitglied ernannt. Er war zudem Kandidat für den Literatur-Nobelpreis.

## Rezeption
Für seine Übersetzungen, unter anderem für Jorge Luis Borges und Pablo Neruda, erhielt er zahlreiche Auszeichnungen. Nejar gehört zu den wichtigsten Autoren seiner Generation. Er schrieb Lyrik, Prosa, Essays, Kinderbücher und Rezensionen. Sein erstes Buch Sélesis erschien 1960. Der Gedichtband "Von der Grausamkeit der Dinge" kam 2002 als portugiesisch/deutsche Ausgabe im Verlag Jung und Jung, Salzburg, in der Übertragung von Kurt Scharf heraus.

## Werke (Auswahl)
Kinder- und Jugendbücher
- Era um vento muito branco. Editoria Globo, Rio de Janeiro 1987.
- A formiga metafísica. Editoria Globo, Rio de Janeiro 1988.
- O menino-rio. Editoria Mercado, Porto Alegre 1985.
- Zão. Editoria Melhoramentos, São Paulo 1988.

Lyrik
- Canções. Garamond, Rio de Janeiro 2007, ISBN 978-85-7617-126-3.
- A idade da eternidade. Poesia reunida. Casa da Moeda, Lissabon 2001, ISBN 972-271056-7.
- Poesia. Novo Século, São Paulo 2009.

1. Amizade do mundo. ISBN 978-85-7679-232-1.
2. Jovem eternidade. ISBN 978-85-7679-233-8.

- Von der Grausamkeit der Dinge. Gedichte („A ferocidade de coisas“). Jung & Jung, Salzburg 2002, ISBN 3-902144-46-7.

Übersetzungen
- Jorge Luis Borges: Ficções. 1970.
- Jorge Luis Borges: Elogio da sombra. 1971.
- Pablo Neruda: Cewm sonetos de amor. 1979.
- Pablo Neruda: Memorial de Ilha Negra. 1980.